# Å̱
Å̱ (minuscule : å̱), appelé A rond en chef macron souscrit, est une lettre latine utilisée dans l’écriture du suédois de Noarootsi.

## Utilisation
L’a rond en chef macron souscrit ‹ å̱ › est utilisé dans l’écriture du suédois de Noarootsi, le macron souscrit indiquant qu’il s’agit d’une voyelle longue, par exemple dans grå̱ta, « pleurer ».

## Représentations informatiques
Le A rond en chef macron souscrit peut être représenté avec les caractères Unicode suivants : 
- composé et normalisé NFC (latin étendu A, diacritiques) :

| formes    | représentations | chaînes de caractères | points de code | descriptions                                                       |
| --------- | --------------- | --------------------- | -------------- | ------------------------------------------------------------------ |
| majuscule | Å̱               | Å◌̱                    | U+00C5 U+0331  | lettre majuscule latine a rond en chef diacritique macron souscrit |
| minuscule | å̱               | å◌̱                    | U+00E5 U+0331  | lettre minuscule latine a rond en chef diacritique macron souscrit |

- décomposé et normalisé NFD (latin de base, diacritiques) :

| formes    | représentations | chaînes de caractères | points de code       | descriptions                                                                   |
| --------- | --------------- | --------------------- | -------------------- | ------------------------------------------------------------------------------ |
| majuscule | Å̱               | A◌̱◌̊                   | U+0041 U+0331 U+030A | lettre majuscule latine a diacritique macron souscrit diacritique rond en chef |
| minuscule | å̱               | a◌̱◌̊                   | U+0061 U+0331 U+030A | lettre minuscule latine a diacritique macron souscrit diacritique rond en chef |